# Bodo Wehmeier
Bodo Wehmeier (* 14. Mai 1954) ist ein ehemaliger deutscher Fußballspieler. Er war Mittelfeldspieler.

## Karriere
Wehmeier bestritt in der Saison 1979/80 neun Spiele für den SC Herford in der 2. Bundesliga Nord. In der Saison 1980/81 kam er zu 24 Einsätzen. Ein Tor gelang ihm in seinen 33 Zweitligaspielen nicht. Des Weiteren kam er in zwei Spielen des DFB-Pokals zum Einsatz: In der Saison 1980/81 in der 1. Hauptrunde gegen Eintracht Nordhorn und in der Saison 1984/85 in der 1. Hauptrunde gegen Kickers Offenbach.